# Mart J. Stam
Mart J. Stam (1886-1957) was een Nederlandse architect in de Zaanstreek. Stam werd geboren te Wormerveer. Hij was een oudere naamgenoot van de veel bekendere Purmerendse architect Mart Stam.
Mart J. Stam was onder meer verantwoordelijk voor het ontwerp en bouw van de cacaotoren en fabriekshal van de Firma Pette te Wormerveer, ook wel genaamd de Pette chocoladefabriek (1916-1919). Hij was een van de eerste architecten van Nederland die experimenteerde met betonconstructies.